# Douaumont
Douaumont ist eine untergegangene Ortschaft und eine Commune déléguée in der französischen Gemeinde Douaumont-Vaux mit offiziell 4 Einwohnern (Stand 1. Januar 2022), die in der Nähe von Verdun im Département Meuse in der Region Grand Est (bis 2015 Lothringen) liegt.
Douaumont lag im Ersten Weltkrieg im Rahmen der Schlacht um Verdun in der Hauptkampfzone, der sogenannten Zone rouge. Es wurde vollständig zerstört und nie wieder aufgebaut. Dieses Schicksal teilt es mit acht weiteren Dörfern:
Beaumont-en-Verdunois, Bezonvaux, Cumières, Fleury, Haumont, Louvemont, Ornes und Vaux.
Nach dem Ende des Krieges beschloss der französische Staat, das Dorf nicht mehr zu besiedeln. Der Boden war voller Blindgänger und Resten von Giftgas. Außerdem waren der Boden und die Schicht unmittelbar unter dem Erdboden mit nicht bestatteten Gefallenen übersät. Gefallene Soldaten, sowohl Deutsche als auch Franzosen, wurden im Beinhaus von Douaumont bestattet.
Die Gemeinde Douaumont wurde am 1. Januar 2019 mit Vaux-devant-Damloup zur Commune nouvelle Douaumont-Vaux zusammengeschlossen. Sie hat seither den Status einer Commune déléguée.

## Festung Douaumont
Der Bau des Fort de Douaumont begann 1885 und endete 1913. Die Festung stand auf einem der höchsten Punkte der Gegend.
Im Februar 1916 eroberten deutsche Soldaten im Handstreich die Festung, die zu diesem Zeitpunkt weit unter ihrer Sollstärke besetzt war. Erst im Oktober 1916 konnten französische Truppen Fort Douaumont unter hohen Opfern auf beiden Seiten zurückerobern.

## Filme
- Die große Illusion, Spielfilm von Jean Renoir, 1937, spielt auch in der Festung